# Harry Halm
Harry Halm (Berlino, 17 gennaio 1902 – Monaco di Baviera, 22 novembre 1980) è stato un attore tedesco.

## Biografia
Figlio del regista Alfred Halm, Harry Halm prese lezioni di recitazione da Eduard von Winterstein e Hermann Vallentin.  La sua carriera cominciò nel teatro di Potsdam. 
In seguito si spostò ad Amburgo e più tardi a Berlino. Fino al 1923 recitò davanti alla cinepresa e ottenne ruoli da protagonista come seduttore e dongiovanni in numerosi, seppure non particolarmente pregnanti, film muti. La giovane Lilian Harvey fu più volte la sua partner. 
Con l'avvento dei film sonori, Halm dovette limitarsi a ruoli secondari, e, dalla presa di potere del nazionalsocialismo nel 1933, per motivi razzisti, non fu più considerato. All’inizio del dopoguerra ritornò sulle scene con alcuni impieghi cinematografici.

## Filmografia
- 1923: Freund Ripp
- 1924: Der Evangelimann
- 1924: Windstärke 9. Die Geschichte einer reichen Erbin
- 1925: Liebe und Trompetenblasen
- 1925: Der Demütige und die Tänzerin
- 1925: Die vertauschte Braut
- 1925: Kammermusik
- 1925: Die Feuertänzerin
- 1925: Drei Portiermädels
- 1925: Wenn die Liebe nicht wär’!
- 1925: Die unberührte Frau
- 1926: Bara en danserska
- 1926: Scusate, signorina
- 1926: Vater werden ist nicht schwer…
- 1926: Prinzessin Trulala
- 1926: Ich hab' mein Herz in Heidelberg verloren
- 1927: Eheferien
- 1927: Die tolle Lola
- 1927: Wie heirate ich meinen Chef?
- 1927: Mein Heidelberg, ich kann Dich nicht vergessen
- 1927: Die Königin des Varietes
- 1928: Gaunerliebchen
- 1928: Der Ladenprinz
- 1928: Zwei rote Rosen
- 1928: Moral
- 1928: Heut tanzt Mariett
- 1928: Die blaue Maus
- 1928: Die Leibeigenen
- 1928: Ihr dunkler Punkt
- 1929: Adieu, Mascotte
- 1929: Wer wird denn weinen, wenn man auseinandergeht
- 1929: Jennys Bummel durch die Männer
- 1929: Die verschwundene Frau
- 1929: Wenn Du einmal Dein Herz verschenkst
- 1930: Hokuspokus
- 1930: Rosenmontag
- 1930: Die blonde Nachtigall
- 1931: Die Faschingsfee
- 1931: Der wahre Jakob
- 1931: Kyritz – Pyritz
- 1931: Sein Scheidungsgrund
- 1932: Ein toller Einfall
- 1932: Die Vier vom Bob 13
- 1932: Zu Befehl, Herr Unteroffizier
- 1932: Chauffeur Antoinette
- 1933: Bambola di carne
- 1948: Hin und her
- 1952: Die Försterchristel
- 1952: Der eingebildete Kranke
- 1952: La mandragora
- 1952: Im weißen Rößl (solo come co-sceneggiatore)
- 1955: Königswalzer
- 1957: Der kühne Schwimmer